# Artaldo III di Pallars Sobirà
Artaldo III di Pallars Sobirà, o Artaldo I d'Alagón (in spagnolo Artal, in catalano Artau, in francese Artaud; fine secolo XI circa – 1167 circa), fu il quinto Conte di Pallars Sobirà dal 1124 e signore di Sobradiel, dal 1140 alla sua morte.

## Origine
Artaldo era l'unico figlio del quarto Conte di Pallars Sobirà, Artaldo II e della moglie Eslonça Martín, castigliana, figlia di Martìn Pérez de Tordesillas e della moglie Mayor Ansúrez.

Secondo il documento n° 321 della Histoire Générale de Languedoc 3rd Edn. Tome V, Preuves, Chartes et Diplômes, Artaldo II di Pallars Sobirà era il figlio primogenito del terzo Conte di Pallars Sobirà, Artaldo I e della sua seconda moglie, Lucia de La Marche, come ci viene confermato dal documento n° 26 del El Monestir de Santa Maria de Gerri (segles XI-XV) Collecció Diplomática, II (non consultato), che, come conferma lo storico catalano, Pròsper de Bofarull i Mascaró, nel suo Los condes de Barcelona vindicados, Tome II era cognata del conte di Barcellona, Raimondo Berengario I detto el Vell ("il Vecchio") (1024-1076) e sorella di Almodis de La Marche, figlia di Bernardo I (ca. 991- 16 giugno 1047) conte de La Marche e della moglie, Amelia de Rasés (? - † 1053).  

le contee catalane, nel secolo XII

## Biografia
Durante il suo governo di suo padre, Artaldo II, fu ufficializzata la separazione delle due contee di Pallars, la Contea di Pallars Sobirà e la Contea di Pallars Jussà, che fino ad allora erano state governate in collaborazione, come un condominio.
Suo padre, Artaldo II, combatté contro i Saraceni, molto probabilmente al seguito del conti di Barcellona, Berengario Raimondo II detto el Fratricida ("il Fratricida") (1054-1097) e Raimondo Berengario III detto el Gran ("il Grande") (1082-1131), fu fatto prigioniero e tenuto prigioniero per alcuni anni.

Anche Artaldo, tra il 1110 e il 1111 fu fatto prigioniero dagli Almoravidi durante una loro incursione in terra catalana e fu detenuto a Saragozza, nel 1111, dove imparò l'arabo, cosa non insolita in un signore di una contea di montagna con pochi contatti con i musulmani.
Non si conosce la data esatta della morte di Artaldo II, che morì intorno al 1124.

Artaldo gli succedette come Artaldo III, come conferma il documento n° 125 del El Monestir de Santa Maria de Gerri (segles XI-XV) Collecció Diplomática, II (non consultato).
Nel 1140 dal conti di Barcellona, Raimondo Berengario IV detto el Sant ("il Santo") (1113-1162) ricevette la signoria, anche aragonese, di Sobradiel, essendo generalmente considerato il suo primo signore, anche se è molto probabile che, in precedenza, la signoria fosse appartenuta a Gastone IV, Visconte di Béarn e a sua moglie, la famosa Doña Talesa (figlia del conte Sancho Ramirez, figlio illegittimo del re d'Aragona, Ramiro I.
Come conferma il documento n° 147 del El Monestir de Santa Maria de Gerri (segles XI-XV) Collecció Diplomática, II (non consultato), nel 1158, Artaldo III fece una donazione assieme al figlio, Artaldo .
Artaldo III governò pacificamente, senza combattere guerre con i suoi vicini.
Non si conosce la data esatta della morte di Artaldo III, che morì intorno al 1167.

Ad Artaldo III succedette il figlio primogenito, Artaldo come Artaldo IV, come conferma il documento n° 157 del El Monestir de Santa Maria de Gerri (segles XI-XV) Collecció Diplomática, II (non consultato).

## Matrimoni e discendenza
Artaldo III, verso il 1130, aveva sposato Ines o Agnese, di cui non si conoscono gli ascendenti; il documento n° 125 del El Monestir de Santa Maria de Gerri (segles XI-XV) Collecció Diplomática, II (non consultato), datato 1137, (Artallus…Paliarensis comes et marchio…cum uxore mea Agnes) ce lo conferma. 

Artaldo III da Ines o Agnese ebbe due figli:
- Artaldo († 1182 circa), Conte di Pallars Jussà, come da documento n° 179 del El Monestir de Santa Maria de Gerri (segles XI-XV) Collecció Diplomática, II (non consultato)[5];
- Ines, che sposò Raimondo, signore di Erill[7].

Dopo essere rimasto vedovo, Artaldo III, sposò, in seconde nozze, Ximena Pérez de Alagón, signora di Alagó. 

Artaldo III da Ines o Agnese ebbe un figlio
- Palacín I di Alagó (1163 - fine secolo XII), signore di Alagó[7]

### Fonti primarie
- (LA)  Histoire générale de Languedoc : avec des notes et les pièces justificatives, T. 5.

### Letteratura storiografica
- (ES)  Bofarull i Mascaró, Los condes de Barcelona vindicados, Tome II.